# Maurice Germot
Marie Claude Maurice Germot (Vichy, 15 novembre 1882 – Vichy, 6 agosto 1958) è stato un tennista francese.

## Palmarès

### Olimpiadi
- Oro a Stoccolma 1912 nel doppio maschile indoor.

### Olimpiadi intermedie
- Oro a Atene 1906 nel doppio.
- Argento a Atene 1906 nel singolare.